# Castillo de Báguena
El castillo de Báguena es un castillo construido en el siglo XI que se encuentra en Báguena (Aragón, España). Es un Bien catalogado del patrimonio cultural aragonés con referencia 1/INM/TER/025/033/003, además de la declaración genérica de todos los castillos de España como Bien de Interés Cultural según la ley 16/1985 de protección del Patrimonio Histórico Español.

## Historia
Fue construido por los templarios sobre un emplazamiento con posibles restos de época musulmana e íbera. Se trataba de una zona de reciente conquista al islam, quedando población musulmana en Báguena durante los siglos siguientes, y siendo el siglo XII un periodo de fortificación del valle del río Jiloca para asegurar la reciente conquista cristiana.
Tras la abolición de la orden en 1312, el castillo pasó a la comunidad de aldeas de Daroca, en cuya sesma del Campo de Gallocanta se integró. Bajo ese sistema, el conjunto de aldeas contribuía al mantenimiento de las fortificaciones comunes en lo que era en la práctica una zona de frontera con el reino de Castilla. Constan por ejemplo reparaciones del castillo en 1344.
Con el estallido de la guerra de los Dos Pedros en 1359, la existencia de castillo en la localidad convirtió a Báguena en uno de los refugios para la población de la extremadura aragonesa. El castillo iba a formar parte de la segunda línea defensiva en el entorno de Daroca formando una red coordinada con las atalayas de observación en el valle del Jiloca. Se ha conservado evidencia documental de la carga que suponía para la población de Báguena el mantenimiento de la guarnición del castillo. Para 1362, sin embargo, el rey disponía que se demoliera el pueblo y fortaleza si no se podía defender.
El castillo de Báguena fue finalmente asediado en abril de 1363 por tropas castellanas. El alcaide Miguel de Bernabé protagonizó una feroz defensa hasta la caída del castillo el 14 de dicho mes que llevó, durante las cortes de Caspe, Alcañiz y Zaragoza de 1371-1372, a la concesión de infanzonía para sus descendientes tanto por vía masculina como femenina. Dicha defensa también generó una leyenda popular que dice que defendió el castillo hasta su incendio y toma, encontrándose después su cuerpo calcinado con su brazo todavía sosteniendo las llaves del castillo.
Fue objeto de una restauración en 2002.